# جعفر شهری
جَعفَرِ شَهری‌باف (۱۲۹۳ در عودلاجان تهران - ۶ آذر ۱۳۷۸ در تهران) نویسنده ایرانی و پژوهشگر تاریخ تهران بود.
شهری در دو مجموعهٔ طهران قدیم (۵ جلد) و تاریخ اجتماعی تهران در قرن سیزدهم (۶ جلد)، حال و هوای تاریخی تهران را با جزئیاتش بیان می‌کند. دیگر اثر او، قند و نمک، مجموعه‌ای از اصطلاحات اصیل تهرانی با توضیحات و پیشینه است.
سه رمان از رمان‌های او، یعنی شکر تلخ، گزنه و قلم سرنوشت را باید سه‌گانه‌ای دانست که اولی مربوط به دوران کودکی نویسنده و رنج‌های مادر وی، دومی شرح دوران نوجوانی، و سومی مربوط به دوران میان‌سالی اوست.
کتاب‌های حاجی در فرنگ (در دو جلد) و حاجی دوباره نیز سفرنامهٔ مؤلف است به مکه و سپس اروپا که در آن خرافات و باورهای مذهبی وقت را به چالش می‌کشد.
شهری در نوشته‌های خود از واژه‌های گوناگون و اصیل و اصطلاحات تهرانی بهره می‌گیرد. 
عباس میلانی، از ایران‌شناسان معاصر، در نوشتاری به انگلیسی با عنوان «تهران و تجدد، هفت‌خوان شخصی جعفر شهری» آثار و شخصیت جعفر شهری را بررسی کرده‌است.
خیابانی واقع در خیابان استاد نجات اللهی (ویلا) تهران، (شرق به غرب) به نام «استاد جعفر شهری» نامگذاری شده است.

## آثار
- طهران قدیم (۵ جلدی)
- تاریخ اجتماعی تهران در قرن سیزدهم (۶ جلدی)
- قند و نمک
- شکر تلخ
- حاجی در فرنگ
- حاجی دوباره
- انسیه‌خانم
- گزنه
- قلم سرنوشت
- کتاب علی
- 1402 سفر به انگلیس (از مجموعه آثار منتشرنشدۀ جعفر شهری، به کوشش پیام رنجبران)
- 1404 قصۀ کودکان «علی‌مراد و بُز زنگوله‌به‌شاخ» (از مجموعه آثار منتشرنشدۀ جعفر شهری، به کوشش پیام رنجبران، انتشارات رُک)